# 塞維爾·什海德
塞維爾·什海德（Sevil Shhaideh；1964年12月4日—）是羅馬尼亞一名經濟學者及政治人物。她於2016年12月21日獲羅馬尼亞國會最大黨社会民主党提名出任新總理，但其提名於同月27日被總統克劳斯·约翰尼斯拒絕。
什海德是一名穆斯林，曾擔任羅馬尼亞的國務秘書和政府部長。